# Finiq
Finiq (albanska: Finiq med böjningsformen Finiqi; grekiska: Φοινίκη, Finiki) är en ort och kommun i prefekturen Vlora i Albanien. Den nuvarande kommunen bildades 2015 genom sammanslagningen av kommunerna Aliko, Dhivër, Finiq, Livadhja och Mesopotam. Kommunen hade 11 862 invånare (2011) på en yta av 441,20 km². Den tidigare kommunen hade 1 333 invånare (2011). Kommunens centralort är Dermish.